# ZiS-5
ZiS-5 (ros. ЗИС-5) – radziecki 3-tonowy wielozadaniowy samochód ciężarowy produkowany w latach 1933–1958 przez zakłady ZiS, UlZiS oraz UralZiS.
Pojazd był kopią amerykańskiej ciężarówki Autocar CA. Obok pojazdu GAZ-AA był to podstawowy samochód ciężarowy rodzimej produkcji, używany przez Armię Czerwoną podczas II wojny światowej do czasu podpisania ustawy Lend-Lease Act i rozpoczęcia w latach 1942–1944 dostaw sprzętu wojskowego ze Stanów Zjednoczonych i Wielkiej Brytanii.
W związku z problemami z dostępnością materiałów do produkcji samochodów ZiS-5, które pojawiły się wkrótce po rozpoczęciu wojny, w 1942 roku znacznie uproszczono konstrukcję pojazdu, m.in. zastępując dotychczas metalową kabinę, kabiną wykonaną z drewna. Zmodyfikowane samochody otrzymały oznaczenie ZiS-5W.
Na bazie ZiS-5 zbudowano wiele odmian i wariantów, m.in. ciężarówkę trzyosiową ZiS-6, półgąsienicową ZiS-42, autobusy ZiS-8 i ZiS-16. Produkowano także wersję zasilaną gazogeneratorem: ZiS-21.